# فستوكة عجيلية
الفستوكة العجيلية أو الفستوكة السورية (باللاتينية: Festuca ujhelyii) نوع نباتي يتبع جنس الفستوكة من الفصيلة النجيلية. اكتشفت عام 2003.

## الموئل والانتشار
موطنها بلاد الشام.

## الوصف النباتي
النبات عشبي معمر.